# Хазіман
Хазіма́н (рос. Хазиман, башк. Хажиман) — присілок у складі Буздяцького району Башкортостану, Росія. Входить до складу Сабаєвської сільської ради.
Населення — 45 осіб (2010; 55 у 2002).
Національний склад:
- башкири — 98 %